# Ranzi
Ranzi è una frazione di 302 abitanti del comune di Pietra Ligure, in provincia di Savona. Già comune autonomo, nel 1928 fu soppresso e annesso all'ente comunale pietrese.

## Geografia fisica
Il territorio si estende con una configurazione stretta e verticale sulla traiettoria sud-nord, da qualche centinaio di metri dalla costa occidentale di Pietra Ligure, fino alla vetta del monte Carmo di Loano (1389 m s.l.m.).
Il nucleo abitato, suddiviso nelle tre borgate, dette della Santissima Concezione (Dranzù), di San Antonio (Dransciù) e di Santa Liberata (Caselle), per complessivi 302 (circa) abitanti residenti, è ubicato a metà del monte Chiapparo, in luogo aprico e panoramico, a 150 metri sul livello del mar Ligure.

## Storia
Appartenente fino all'antichità alla comunità di Giustenice, a partire dall'anno 1676 divenne "Comune di Ranzi" e tale restò per quasi tre secoli. Denominato dopo l'Unità d'Italia come Renzi Pietra, con regio decreto n. 2979 del 6 dicembre 1928 il comune fu soppresso e passò definitivamente a far parte del comune di Pietra Ligure come frazione. Come per l'ordinamento civile, anche la comunità religiosa appartenne alla Parrocchia di San Michele di Giustenice, dalla quale si staccò nell'anno 1615, eleggendo a proprio patrono san Bernardo abate.

## Monumenti e luoghi d'interesse
Le dimensioni del territorio di Ranzi sono limitate, ma esso è ricco di patrimonio storico.
A prescindere da riferimenti di carattere paleontologico, comunque presenti, un'analisi storico-cronologica di questi luoghi rivela immediatamente nessi che, partendo dalla presenza ligure preromana, giungono alla cultura romana, con la testimonianza di strade e di insediamenti umani della massima importanza.
Anche il Cristianesimo primitivo e alto medievale ha lasciato qui le sue tracce, mentre dalle complesse vicende, dagli intrecci germanici e romanzi, ha preso forma l'abitato della Villa di Ranzi, nella sua più classica accezione medievale, quale villaggio rurale.

### Architetture religiose
- Chiesa parrocchiale di San Bernardo Abate, edificata tra il 1530 e il 1615. La comunità fu separata dalla parrocchiale di San Michele Arcangelo di Giustenice e istituita nel 1615.
- Cappella di San Sebastiano, fondata intorno all'anno 1000 dai monaci benedettini presso la collina dei Gazzi.
- Cappella di Sant'Antonio da Padova, edificata tra il 1747 e il 1749.
- Cappella di Santa Liberata, menzionata in un documento del 1701 ma di origini antiche.
- Cappella della Concezione.